# Semperella schultzei
Semperella schultzei är en svampdjursart som först beskrevs av Semper 1868.  Semperella schultzei ingår i släktet Semperella och familjen Pheronematidae.
Artens utbredningsområde är Filippinerna. Inga underarter finns listade i Catalogue of Life.